# Sybra albovariegata
Sybra albovariegata là một loài bọ cánh cứng trong họ Cerambycidae.